# The Autobiography of Supertramp
The Autobiography of Supertramp è un album discografico di raccolta del gruppo musicale rock inglese Supertramp, pubblicato nel 1986.

## Tracce
1. Goodbye Stranger – 4:25
2. The Logical Song – 3:45
3. Bloody Well Right – 4:16
4. Breakfast in America – 2:37
5. Take The Long Way Home – 4:03
6. Crime Of The Century – 5:20
7. Dreamer – 3:19
8. From Now On – 6:10
9. Give A Little Bit – 4:03
10. It's Raining Again – 4:25
11. Cannonball – 4:47

## Gruppo
- Rick Davies - tastiere, voce
- John Helliwell - sax
- Roger Hodgson - chitarre, tastiere, voce
- Bob Siebenberg - batteria, percussioni
- Dougie Thomson - basso